# Malacophagula ruficauda
Malacophagula ruficauda är en tvåvingeart som beskrevs av Guilherme A.M.Lopes och Tibana 1982. Malacophagula ruficauda ingår i släktet Malacophagula och familjen köttflugor. Inga underarter finns listade i Catalogue of Life.